# Patliputra
Patliputra of Pataliputra, ook wel Kusumapura (stad van bloemen), was in de Oudheid en Klassieke periode de hoofdstad van Magadha en dynastieën die daar hun machtscentrum hadden, waaronder de Maurya's en Gupta's. Tegenwoordig is dit de locatie van Patna, de hoofdstad van de Indiase deelstaat Bihar.
Het werd door koning Ajatasattu als fort Pataligrama gebouwd bij de samenloop van de Son-rivier met de Ganges tijdens zijn strijd tegen de Licchhavi's van Vajji. De hoofdstad van Magadha was toen Girivraja, maar onder de zoon van Ajatasattu, Udayin, werd wat ondertussen Pataliputra was de hoofdstad van Magadha. Shishunaga zou volgens de Malalankaravatthu Vaishali tot hoofdstad hebben gemaakt. Onder zijn zoon Kalashoka werd Pataliputra opnieuw de hoofdstad. Dit was nog steeds het geval onder de Mauryadynastie, toen de Griekse afgezant Megasthenes de stad beschreef, die hij Palibothra noemde. Het was toen mogelijk de grootste stad ter wereld. Ashoka hield de derde boeddhistische concilie in zijn hoofdstad onder leiding van Moggaliputta-Tissa.
Kumhrar en Bulandi Bagh zijn archeologische vindplaatsen bij Patna waar overblijfselen zijn gevonden van Pataliputra, in Kumhrar van de northern black polished ware-cultuur.